# Херонімо Арнедо Альварес
Херо́німо Арне́до А́льварес (ісп. Gerónimo Arnedo Álvarez; 14 жовтня 1897 — 12 червня 1980) — діяч робітничого руху Аргентини. Генеральний секретар Комуністичної партії Аргентини у 1938—1941 та 1963—1980 роках.

## Біографічні відомості
Син робітника, Альварес з 8 років почав працювати; в робітничому русі бере участь з юнацьких років.
З 1925 — член компартії.
1927 керував страйками протесту проти розправи американської реакції з Сакко і Ванцетті. В роки фашистської диктатури генерала Урібуру (1930—32) і під час Другої світової війни Альварес у підпіллі вів боротьбу за збереження і зміцнення партії, за згуртування сил аргентинського пролетаріату в його боротьбі проти фашизму і реакції.
З 1938 по 1941 Альварес — генеральний секретар ЦК Компартії Аргентини. Був заарештований у 1930, 1931 та 1943 роках. 1963 року знову був обраний на посаду генерального секретаря компартії, яку займав до самої своєї смерті 1980 року.